# Amusement Park (сингл)
«Amusement Park» — другий сингл американського репера 50 Cent з його третього студійного альбому Curtis. Додатковий продакшн: Дін «Freak» Фармер та Андреа «Fluterscooter» Фішер. Прем'єра відеокліпу відбулась на сайті Yahoo! 16 травня. Режисер: Бенні Бум. Пісня містить безліч згадок про атракціони, сексуальних метафор. Бі-сайд: «Fully Loaded Clip».
За чутками, інструментал спершу мав відійти Джиму Джонс (трек «Your Majesty» з мікстейпу DJ Drama). Dangerous LLC заперечили це, пояснивши все ймовірним передчасним потраплянням до мережі. Пізніше куплет Джонса додали до оригіналу, щоб зробити ремікс.

## Список пісень
| № | Назва                                      | Тривалість |
| - | ------------------------------------------ | ---------- |
| 1 | «Amusement Park (edited version)»          | 3:08       |
| 2 | «Amusement Park (album version)»           | 3:08       |
| 3 | «Amusement Park (instrumental version)»    | 3:08       |
| 4 | «Amusement Park (a cappella version)»      | 2:42       |
| 5 | «Fully Loaded Clip (edited version)»       | 3:14       |
| 6 | «Fully Loaded Clip (album version)»        | 3:14       |
| 7 | «Fully Loaded Clip (instrumental version)» | 3:14       |
| 8 | «Fully Loaded Clip (a cappella version)»   | 2:50       |

## Чартові позиції
| Чарт (2007)                       | Найвища позиція |
| --------------------------------- | --------------- |
| US Bubbling Under Hot 100 Singles | 21              |
| US Hot R&B/Hip-Hop Songs          | 36              |
| US Rap Songs                      | 17              |